# Dom Um Romão
Dom Um Romão, né le 3 août 1925 à Rio de Janeiro où il est mort le 27 juillet 2005, est un batteur de jazz et percussionniste brésilien.

## Biographie
Percussionniste du groupe Weather Report, il a enregistré avec de nombreux artistes tels que Cannonball Adderley, Paul Simon, Antonio Carlos Jobim, Jorge Ben, Sergio Mendes and Brasil 66 et Tony Bennett. Il est aussi le percussionniste de l'album Francis Albert Sinatra & Antonio Carlos Jobim enregistré avec Frank Sinatra et Antonio Carlos Jobim en 1967.
Il meurt à Rio de Janeiro peu après avoir subi un accident vasculaire cérébral.

## Albums
Solo
- 1965 : Dom Um (Philips)
- 1972 : Dom Um Romão (Muse)
- 1973 : Spirit of the Times (Muse)
- 1974 : Braun-Blek-Blu (Happy Bird)
- 1977 : Hotmosphere (Pablo)
- 1978 : Om (JAPO Records/ECM Records)[2]
- 1990 : Samba de Rua (Vogue Records)
- 1993 : Saudades (Waterlilly)
- 1999 : Rhythm Traveller (JSR/Natasha)
- 2001 : Lake of Perseverance (JSR/Irma)
- 2002 : Nu Jazz meets Brazil (JSR/Cuadra)

Avec J. T. Meirelles
- O SOM (Meirelles e Os Copa 5 – 1964)

Avec Ron Carter
- Yellow & Green (CTI, 1976)
- Francis Albert Sinatra & Antonio Carlos Jobim (Reprise FS 1021, 1967)

Avec Astrud Gilberto
- Look to the Rainbow (Verve, 1966)
- Gilberto with Turrentine avec Stanley Turrentine (CTI, 1971)

Avec Antônio Carlos Jobim
- Wave (A&M/CTI, 1967)

Avec Yusef Lateef
- The Doctor is In... and Out (Atlantic, 1976)

Avec Herbie Mann
- Do the Bossa Nova with Herbie Mann (Atlantic, 1962)
- Latin Fever (Atlantic, 1964)
- Brazil: Once Again (Atlantic, 1977)

Avec Collin Walcott
- Grazing Dreams (ECM, 1977)

Avec Weather Report
- I Sing the Body Electric (Columbia, 1972)
- Live in Tokyo (Columbia, 1972)
- Sweetnighter (Columbia, 1973)
- Mysterious Traveller (Columbia, 1974)

Avec Robert Palmer
- Heavy Nova (EMI, 1988)

Avec Peter Giger and Family of Percussion
- Mozambique meets Europe (B&W music, 1992)

Avec Blood, Sweat and Tears
- Mirror Image (Columbia, 1974)

Avec Joe Delaney
- One Soulful Cat (Island Jazz, 1993)